# Hoeksche Waard (municipio)
Hoeksche Waard es un municipio de la Provincia de Holanda Meridional al oeste de los Países Bajos, creado el 1 de enero de 2019 por la fusión de cinco antiguos municipios: Binnenmaas, Cromstrijen, Korendijk, Oud-Beijerland y Strijen.

## Galería

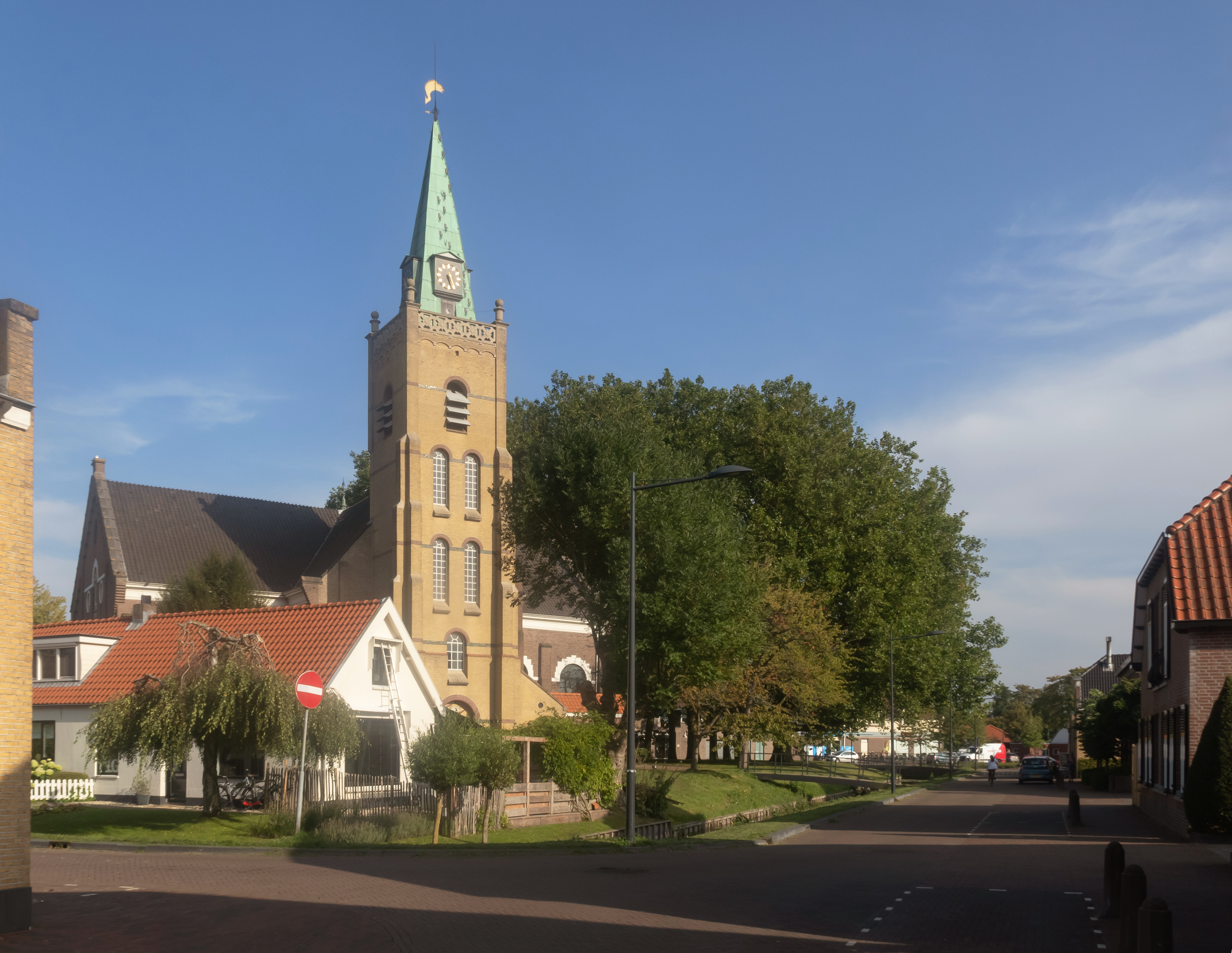
's-Gravendeel, la iglesia: Kerk op de Heul
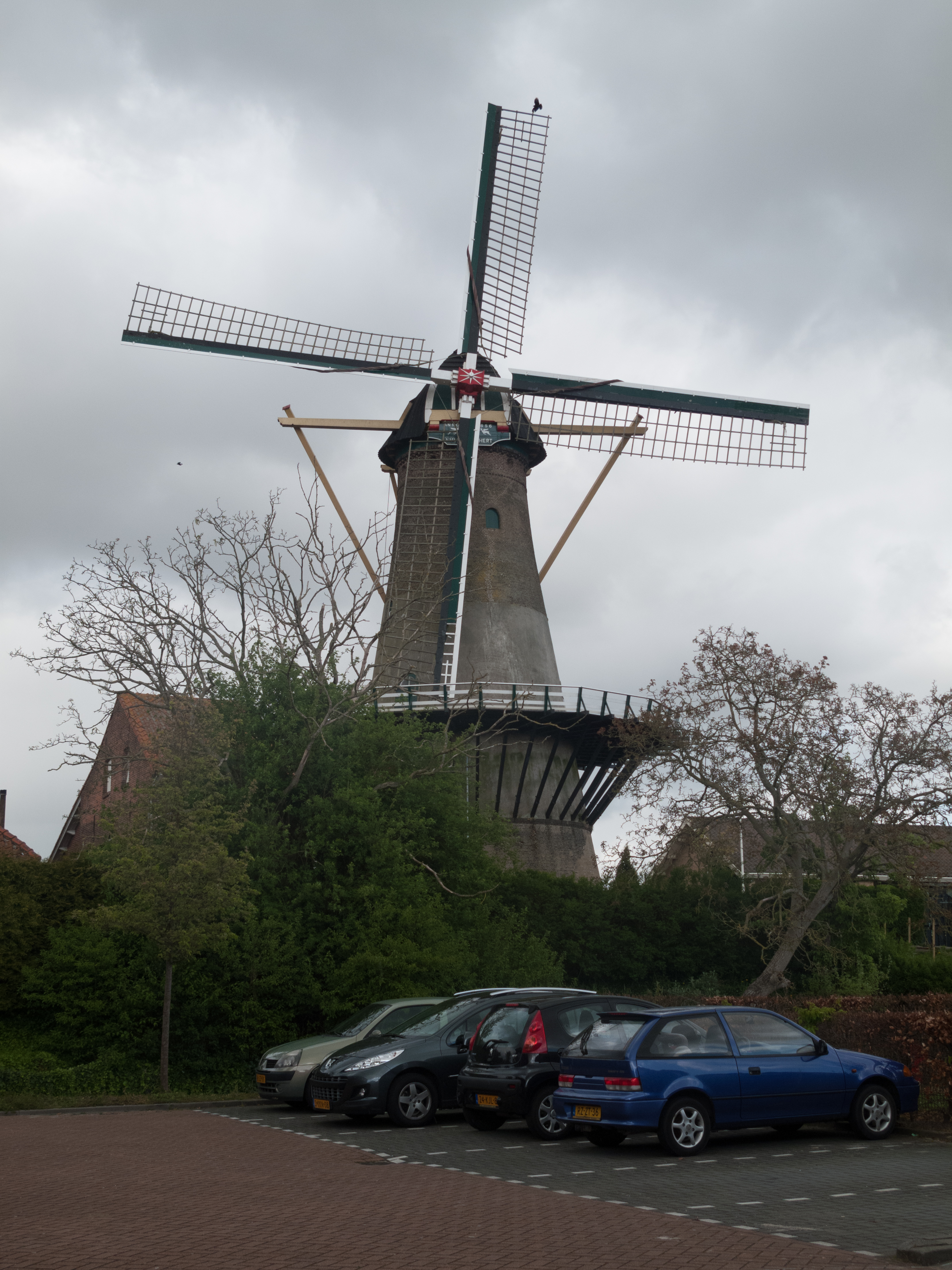
's-Gravendeel, el molino: korenmolen het Vliegend Hert
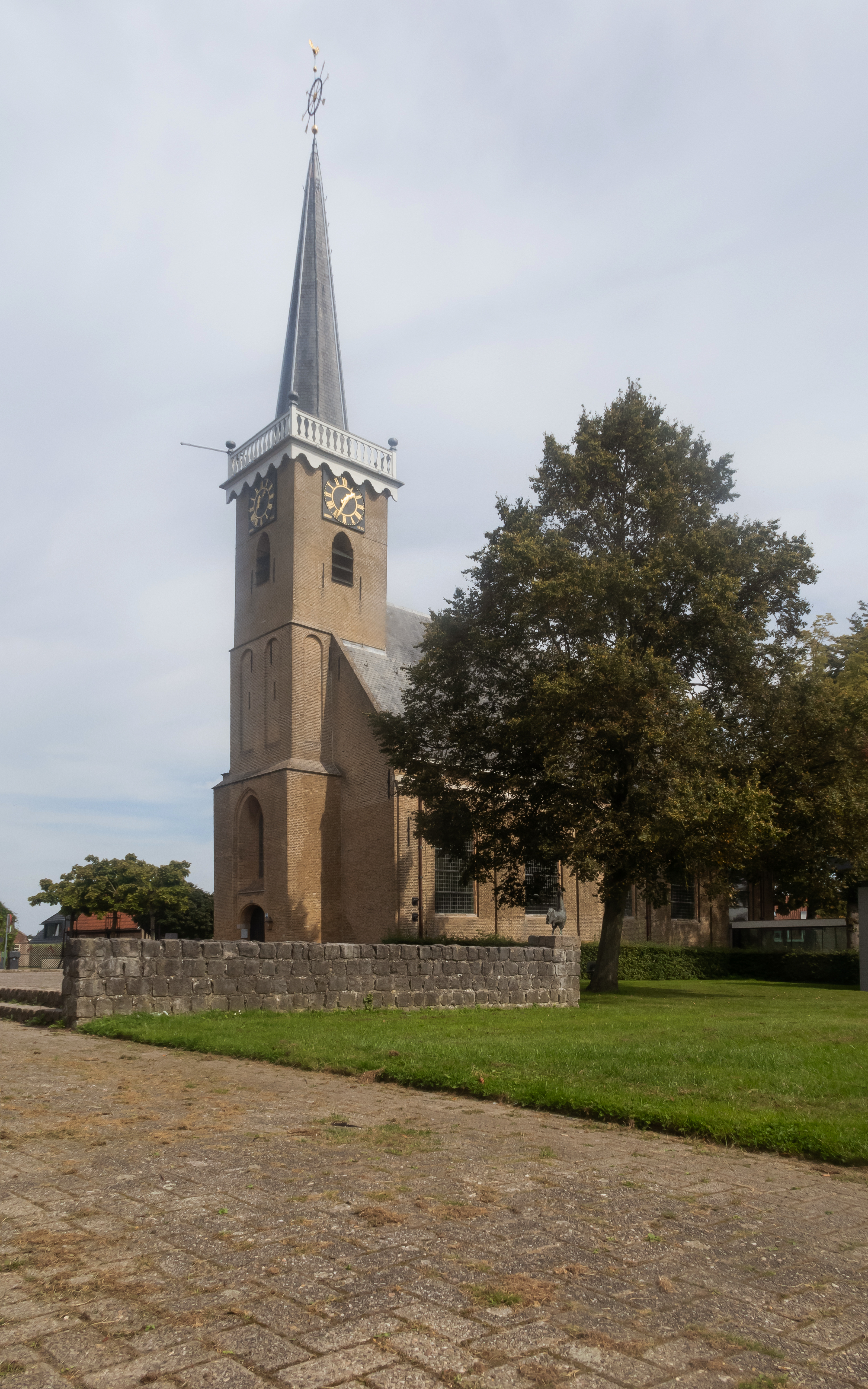
Westmaas, la iglesia protestante
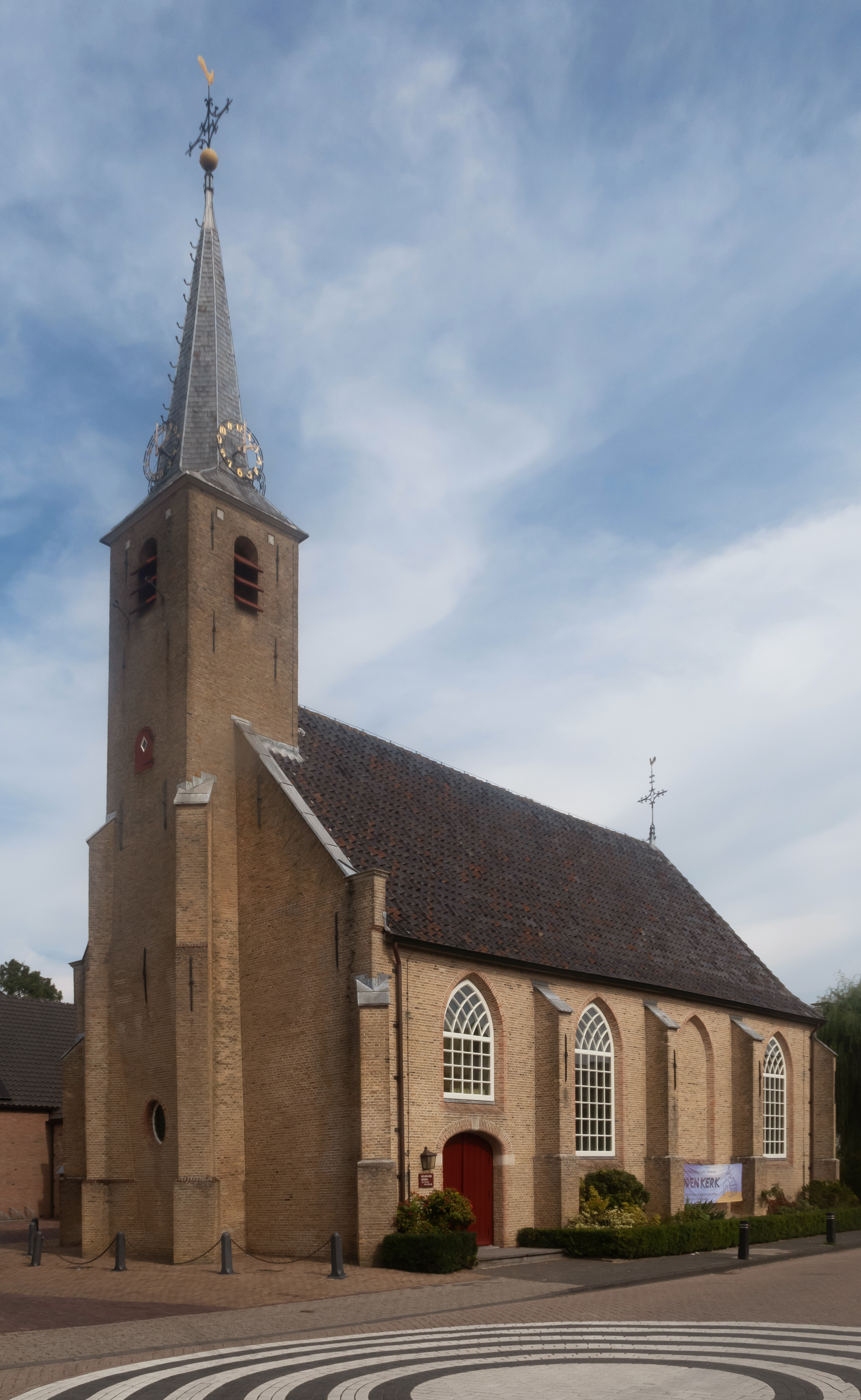
Klaaswaal, la iglesia protestante
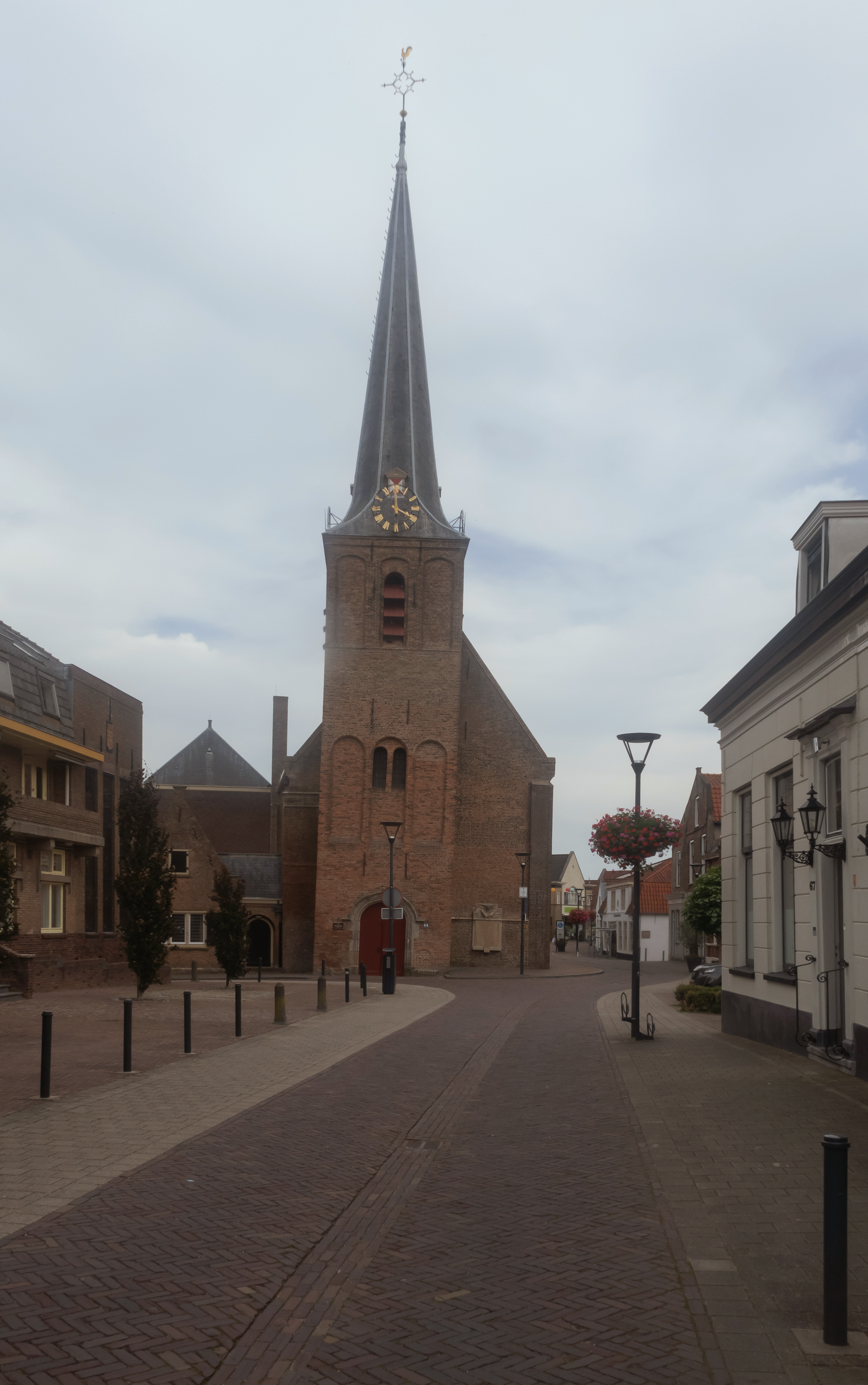
Strijen, la iglesia: Grote- o Sint Lambertuskerk
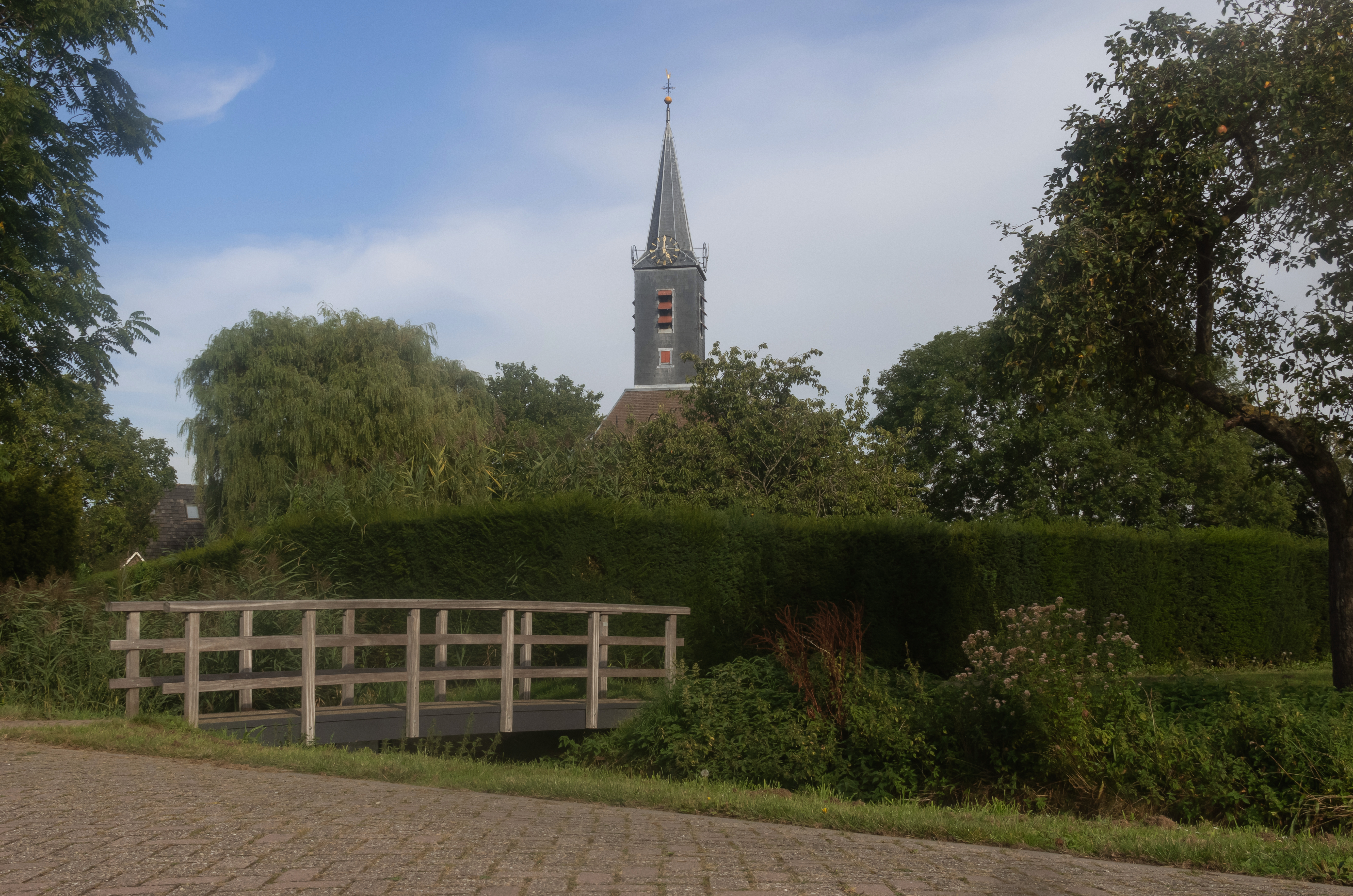
Maasdam, la Iglesia
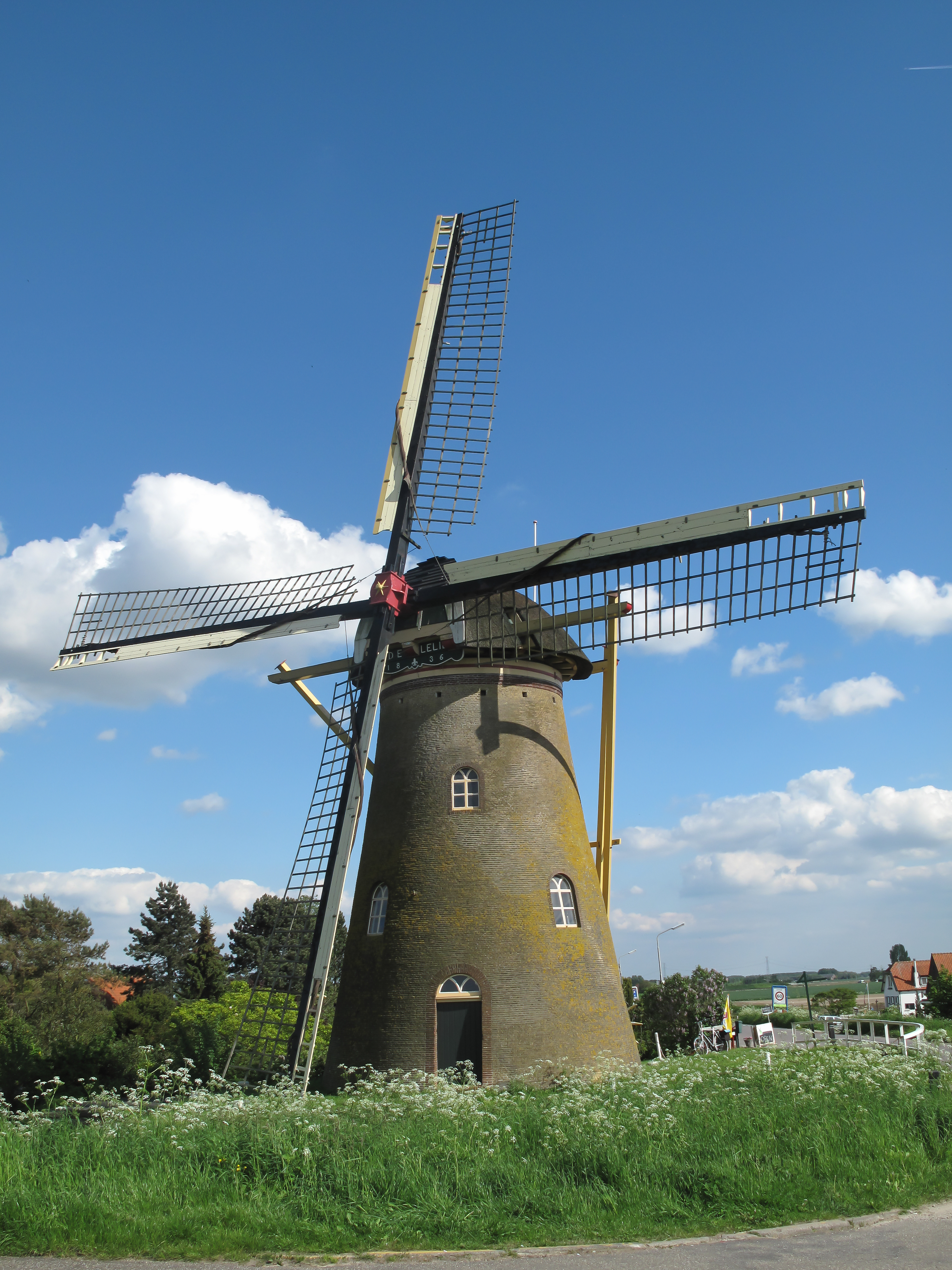
Puttershoek, el molino: korenmolen de Lelie
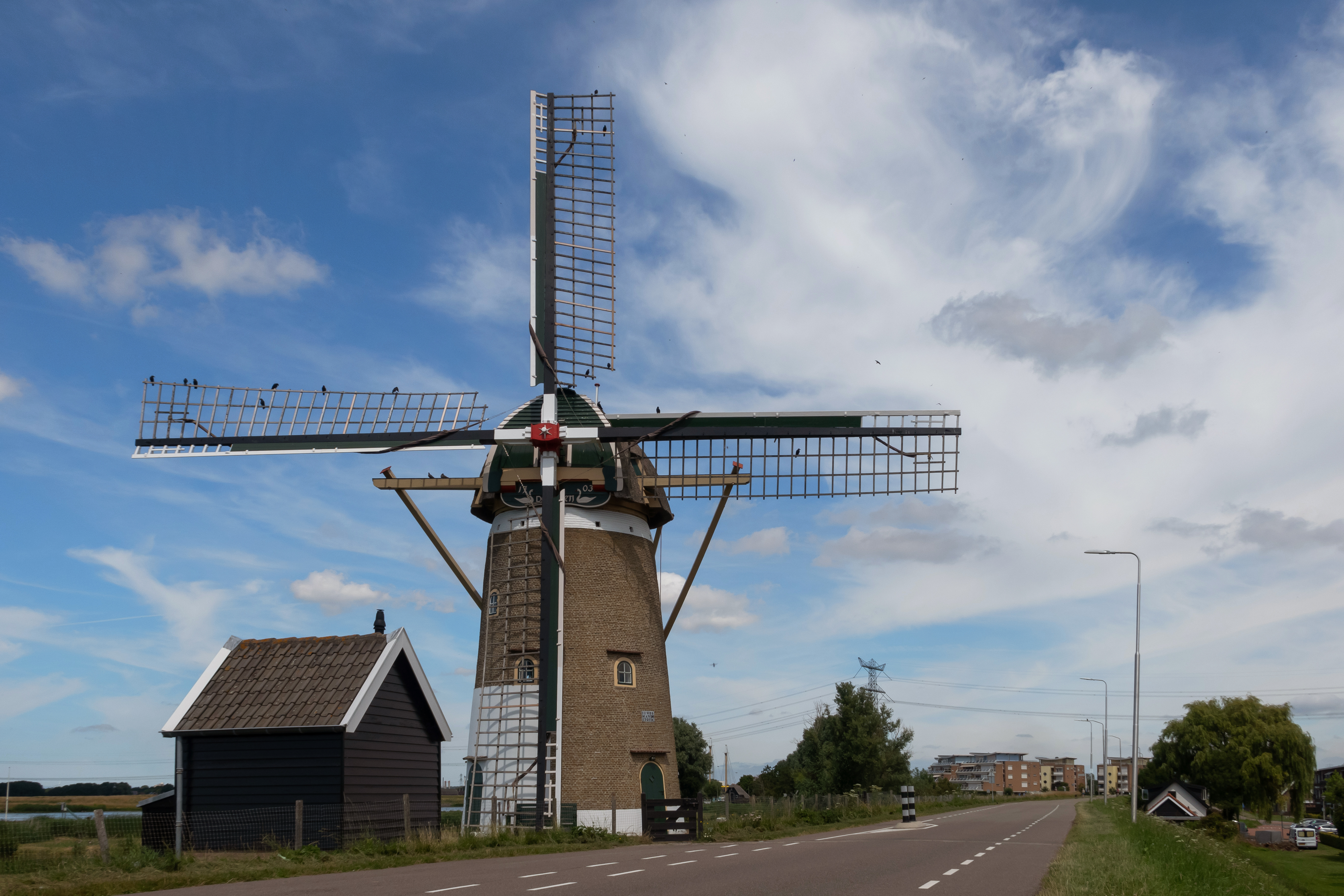
Nieuw Beijerland, el molino: windmolen de Swaan